# Agathiasz
Agathiasz (ógörögül: Ἀγαθίας σχολαστικός, latinul: Agathias), (536 körül – 577/582) bizánci költő és történetíró.

## Élete és műve
536 körül született Mürénében, édesapját Memnoniosznak hívták.  Alexandriában tanult jogot, majd Konstantinápolyba ment, ahol ügyvéd lett. Első műve erotikus mesék feldolgozása volt hatsoros költeményben. Később epigrammaíróként és gyűjtőként tett hírnévre szert. Összeállított egy 7 részes epigramma-gyűjteményt. A Görög antologiában mintegy 100 epigrammája van. Verselése gondos, nyelve virágos, de nem túlterhelt; a legjobb mestereket (Kallimakhoszt és Theokritoszt) utánozza. Készített egy történeti művet is: I. Iusztinianosz bizánci császár korát 5 könyvben dolgozta fel, amellyel folytatja Prokopiosz munkáját. Elsősorban az 552–558-as évekre fő forrás.

## Személye aRégi tudós világ históriájában
Budai Ézsaiás teológus és történetíró a Régi tudós világ históriája című 1802-es, Debrecenben megjelent nagy tudós-lexikonában a következőket írja Agathiaszról:
| AGATHIAS Myrinából, Aeoliábann. Élt a’ VI-dik század vége felé. Alexandriábann tanúlt; Keresztyén, és a’ mint hihető; Constantzinápolybann Prokátor vólt. Epigrammáiból, mellyeknek száma 80-ra megy; úgy látszik, hogy abbann az időbenn nála jelesebb elméjű ember alig vólt. A’ Procopius Históriáját, még Justinianus Tsászár alatt, 552-től fogva 559-ig folytatta; de 594-nél elébb közönségessé nem tette. Mely munkát, mind a benne lévő dólgok, mind azoknak jó előadása, betsessé tesznek. |